# Ugljeviki hőerőmű
Az ugljeviki hőerőmű (szerbül: Термоелектрана "Угљевик") széntüzelésű erőmű Ugljevikben, Bosznia-Hercegovina északkeleti felén a Boszniai Szerb Köztársaság területén. Üzemeltetője és tulajdonosa a Rudnik i termoelektrana Ugljevik, amely az Elektroprivreda Republike Srpske, az állami energiacég egyik leányvállalata. A RiTE Ugljevik integrált szénbányászati és áramtermelő vállalat, az általuk helyben kibányászott szén elégetésével termelnek energiát. Az erőmű hosszú ideig Európa egyik legszennyezőbb létesítménye volt, egymaga több kén-dixoidot juttatott a levegőbe, mint Németország összes erőműve együttvéve. Modernizációja több mint egy évtizeden át zajlott, ám a gyakorlati eredmények még mindig elmaradnak a tervezettől. Az erőmű 310 méteres kéménye az ország legmagasabb építménye.

## Jellemzői
Az ugljeviki hőerőmű jelenleg az egyik legnagyobb villamosenergia-termelő a Boszniai Szerb Köztársaságban. 300 MW beépített teljesítményű kombinált hő- és villamosenergia-termelő egységgel rendelkezik. 2009-ben 1559 GWh villamos energiát állítottak itt elő és 1,3 millió tonna szenet égettek el ehhez.
Az erőmű 310 méter magas füstkéménnyel rendelkezik, amely Bosznia-Hercegovina legmagasabb építménye. Egész Jugoszláviában is csupán két magasabb építmény (és egyben kémény) állt: a szlovén Trbovlje és a horvát Plomin hőerőművének kéménye. A boszniai háború előtt a kémény tetején nagy fehér betűkkel a „TITO” szó volt felfestve, az egykori Jugoszlávia volt kommunista vezetőjének, Josip Broz Titonak az emlékére. A háború alatt a szöveget átfestették, ekkor került rá a ma is látható szimbólum, a szerb kereszt.
A társaság egy új szénbánya, Ugljevik-Istok megnyitását tervezi. Néhány befektető érdeklődést mutatott egy második, 600 MW villamosenergia-kapacitású egység felépítése iránt.

## Története
Ugljevik már 1899 óta a szénbányászat egyik központja, a várossá fejlődését is ennek köszönheti. A széntüzelésű erőmű építése 1976-ban kezdődött, és az első és egyetlen egységet 1985-ben állították üzembe. Ugyanekkor bezárták a régi ugljeviki szénbányát, majd megnyitották az új Bogutovo Szelo bányát, és a Rudnik Ugljevik bányavállalatból létrehozták a RiTE Ugljevik integrált szénbányászati és áramtermelő vállalatot.
A második egység építését 1985-ben kezdték meg, de a boszniai háború idejére leállították. A háború alatt az erőmű 1992 áprilisától 1995 novemberéig bezárt, bár a létesítményeket és a berendezéseket megmentették a termelés újraindulására számítva.
2010-ben az erőmű átfogó korszerűsítésen ment keresztül, ennek ellenére az erőmű továbbra is az egész Északkelet-Bosznia egyik legszennyezőbb létesítménye, ráadásul messze a határokon túl is jelentős szennyezés forrása. A kezdetben nem túl hatékony fejlesztésekkel csupán annyit értek el, hogy a kostolaci hőerőmű után a legnagyobb kén-dioxid kibocsátók listáján a második helyre csúszott vissza. A jövőben külföldi tőke bevonásával tervezik a korszerűsítést és az esetleges bővítést.

## Környezetszennyezés
A helyi szénnek viszonylag magas, 3,5-5% közötti a kéntartalma, így a korszerűtlen berendezésekkel működő erőmű a teljesítményéhez képest elképesztő mértékben szennyezi a környezetet, ugyanis a 300 MW teljesítményével közel annyi kén-dioxidot bocsát ki, mint a szintén elavult 700 MW-os szerbiai Kostolac B. Az ugljeviki létesítmény önmagában a teljes Európai Unió és a Balkán kibocsátásának egynyolcadát teszi ki. Ennek ellenére az erőmű bővítését tervezik, mivel ez a környék legnagyobb munkaadója, és az országnak szüksége van az olcsó energiára. Az egykori Jugoszlávia szénerőművei, köztük az ugljeviki hőerőmű évente több ezer ember megbetegedését és halálát okozzák, becslések szerint 2016-ban csak Magyarországon 266-an haltak meg előbb a légszennyezéstől, amihez a relatíve határhoz közeli Ugljevik is jelentősen hozzájárul. Egyes európai források a létesítményt nagy kiterjedésű egészségkárosító hatása miatt a csernobili atomerőműhöz szokták hasonlítani.
2019 végén az erőmű 3 hónapos próbaidő után üzembe helyezte a füstgáz-kéntelenítő rendszerét. A munkálatok összköltsége mintegy 85 millió eurót tett ki, ezt a Japán Nemzetközi Együttműködési Ügynökség (ismertebb nevén JICA) kölcsönéből finanszírozták, amelyről még 2010-ben állapodtak meg. A  hitel összege 100 millió eurót tesz ki, amelyet 0,55% -os kamatlábbal és 30 éves törlesztési idővel vettek fel. A kivitelezést a szintén japán Yokogawa Electric Corporation végezte, amely a Mitsubishi Hitachi Power Systems Vállalat által legyártott rendszert szerelte be. A projektvezető szavai szerint a kén-dioxid-kibocsátást köbméterenként 200 milligrammra csökkentették a korábbi 16 000-ről, vagyis 1/80-ára csökkent a szennyezőanyag-kibocsátás. A rendszer állítólag 2016-ban már megfelelt a legszigorúbb európai előírásoknak is. Mivel a szerbiai Kostolac B szűrőit előbb üzembe helyezték (amely még így is 50%-kal meghaladja a határértéket), így ismét Ugljevik vált Európa legnagyobb kén-dioxid kibocsátó erőművévé.
2020 februárjában azonban kiderült, hogy az új szűrőkkel technikai problémák akadtak. Az üzem porszűrői, amelyeket a cseh Termochem cég több mint három évvel korábban átalakított mintegy 10 millió euróért, hibás volt, pedig annak megfelelő működése lenne az előfeltétele a hatékony kéntelenítésnek. Az erőmű üzemeltetője további 100 000 eurót költött egy tanulmányra, amely megoldást keres a probléma kezelésére. 2021 elején a helyi média arról számolt be, hogy még további késések várhatók, mivel az erőműnek nincs működési engedélye az új létesítményre. A RiTE Ugljevik, az üzemeltető továbbra is „technikai segítséget” kér az engedély megszerzéséhez. Ez a támogatás további 100 000 euróval járulna hozzá a projekt költségeihez, és a legoptimistább forgatókönyv szerint sem valószínű, hogy 2021 vége előtt elkészülne. 2019-ben az üzem SO2-kibocsátása csaknem tízszeres mértékben lépte át az engedélyezett felső határt, ami több mint 88 ezer tonna kibocsátást jelent, és a porkibocsátás is duplán meghaladta a megengedett maximális értéket.

## Galéria

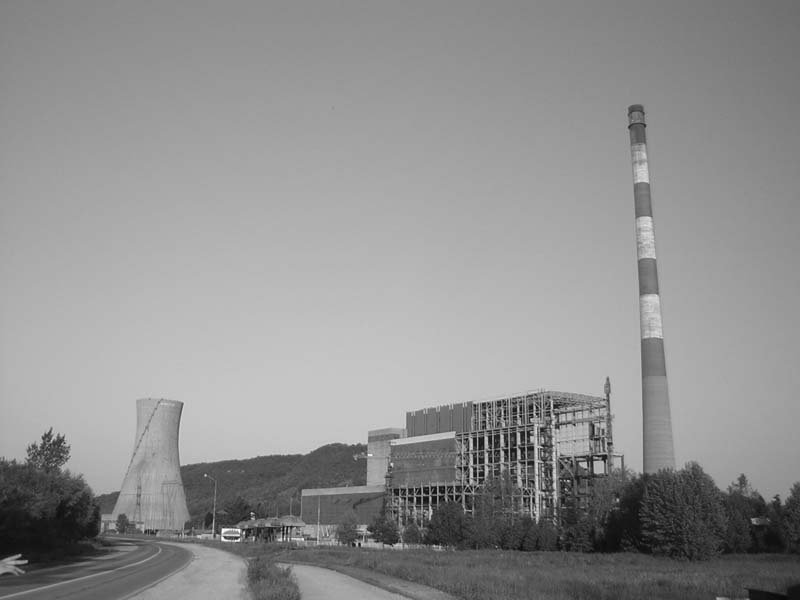
Az erőművi blokk
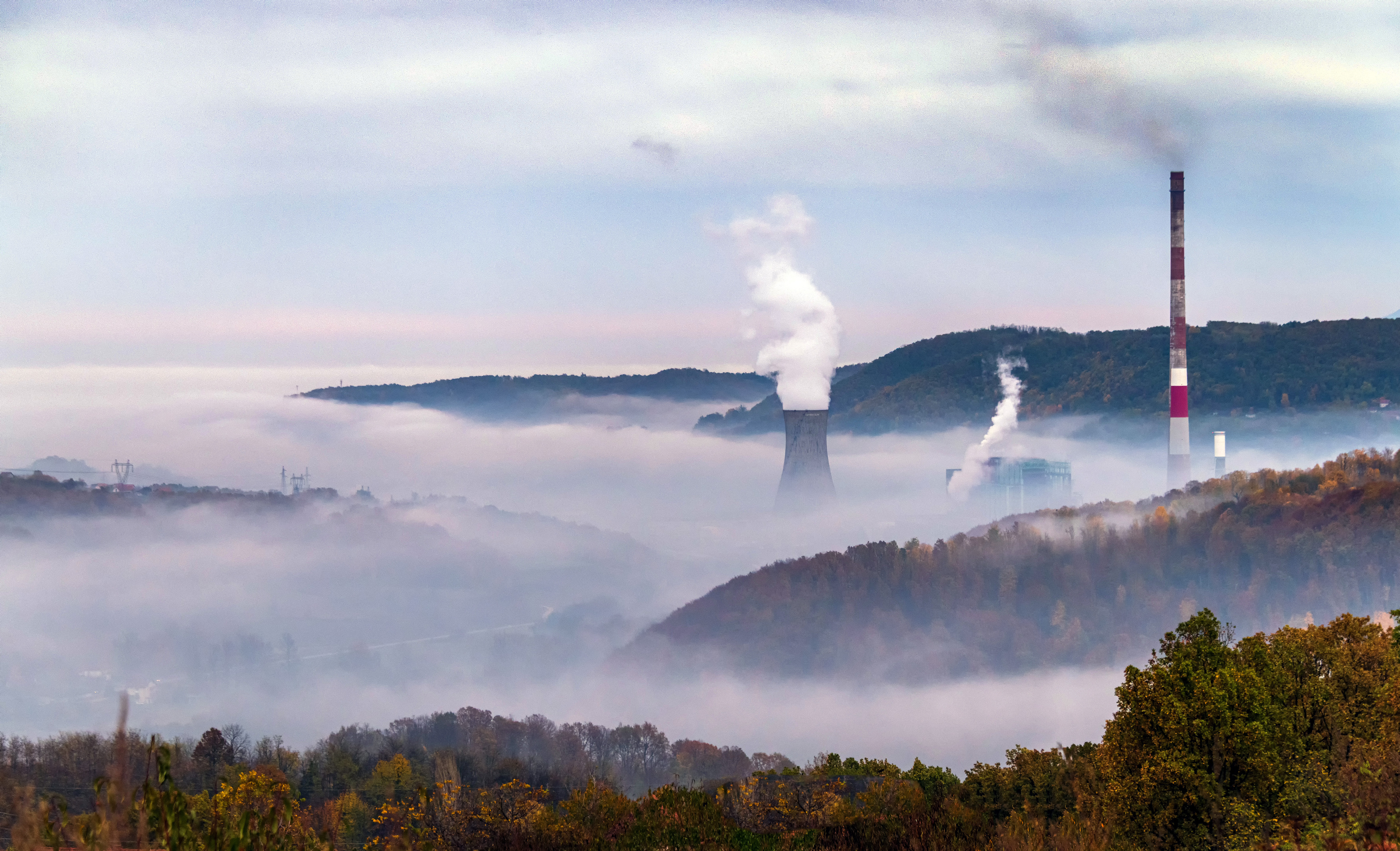
Köd az erőmű völgyében
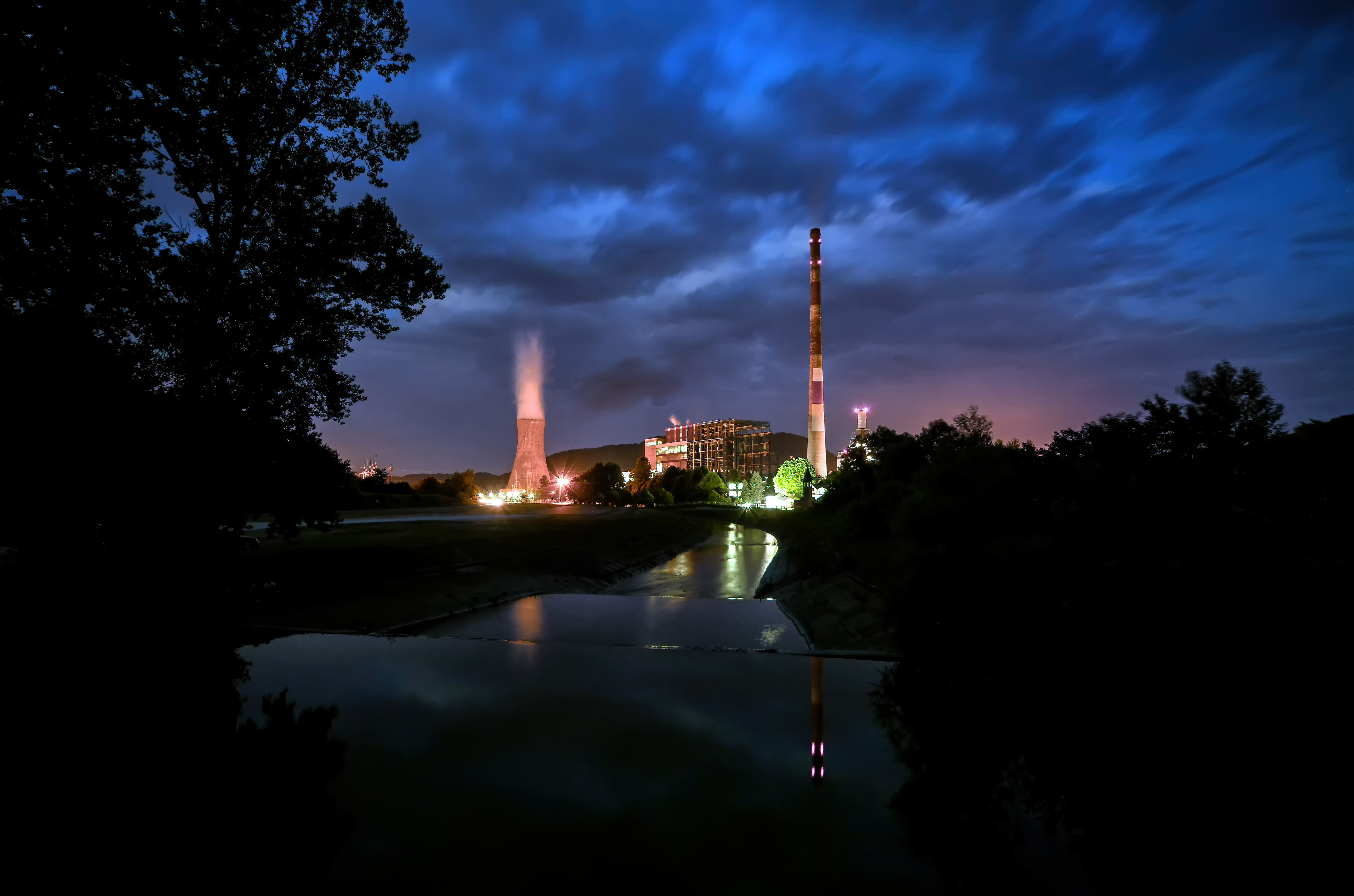
Éjszakai kivilágítás

## Fordítás
- Ez a szócikk részben vagy egészben  az   Ugljevik Power Plant című angol Wikipédia-szócikk ezen változatának fordításán alapul.  Az eredeti cikk szerkesztőit annak laptörténete sorolja fel. Ez a jelzés csupán a megfogalmazás eredetét és a szerzői jogokat jelzi, nem szolgál a cikkben szereplő információk forrásmegjelöléseként.